# ヴァンデ県
ヴァンデ県（ヴァンデけん、Vendée）は、フランスのペイ・ド・ラ・ロワール地域圏の県である。名称はヴァンデ川 (Vendée River) に由来する。

## 歴史

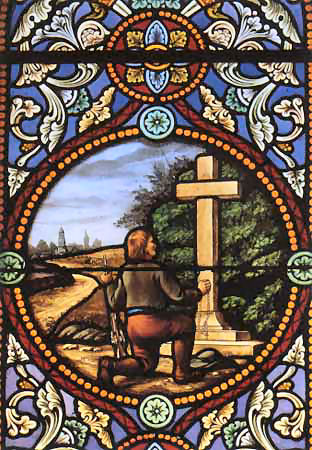
祈るヴァンデ農民を描いたステンドグラス

古代のヴァンデ県を支配していたのは、ガリア系のアンビリアティ族（Ambilatres）であったとされる。紀元前16年、アウグストゥスによってピクトン人（fr）の領域と統合された。
中世、アキテーヌの北部を占めた現在のヴァンデは、やがてバ＝ポワトゥー（下ポワトゥー）の一部に含まれるようになった。リュソン司教を務めたことのある宰相リシュリューは、司教区を『フランスで最も泥にまみれた場所』（le plus crotté de France）だと回想した。人口の約半数がユグノーであったバ＝ポワトゥーは、16世紀と17世紀に起きたユグノー戦争の対立が激しかった。ユグノーに対する強力な抑圧は、彼らにカトリックへの再改宗、または国外亡命を強いるものだった。この抑圧は以後しばしば過小評価された。反革命に属したヴァンデのうち、カトリック教徒はユグノーの多いバ＝ポワトゥーの半分を占めていた。
ヴァンデ県は、1790年3月4日にかつてのポワトゥーから分割され、ノワールムティエ島とマルシュ・ド・ブルターニュ（fr）に属する12のコミューンを加えて誕生した。県都は最初フォントネー＝ル＝コントに置かれた。
ヴァンデの名は、フランス革命の最中に起きたヴァンデ戦争によってフランス史上有名なものとなった。反政府派の農民（白軍）、革命政府軍（青軍）が数年間争い、その結果として数10万人もの死者を出したのは確かなことである。中央政府は内戦の報復として、県名をヴァンデから『復讐』を意味するヴァンジェ（Vengé）に変更させるほどであり（1793年-1795年）、弾圧は熾烈を極めた。
1804年、当時のフランス第一執政であったナポレオン・ボナパルトは、県都をフォントネー＝ル＝コントからラ・ロッシュ＝シュル＝ヨンへ移した。技師のコルミエとヴァロットによって、広大な広場の周囲を、碁盤の目状の五角形の市街図が囲むという、現代的な都市が誕生した。1804年に建設が命じられたサン＝ルイ教会が1829年に完成したように、フランス第一帝政が崩壊後も一部の工事が続けられた。ラ・ロッシュ＝シュル＝ヨンは次第に市街図を拡大し、やがては隣接するコミューンとの境界に達した。ラ・ロッシュ＝シュル＝ヨンはヨーロッパでも異色な、約70年間に8回改名された歴史を持つ。2004年、ラ・ロッシュ＝シュル＝ヨンはコミューン創設200周年を祝った。

## 地理

ヴァンデ県の地図

北をロワール＝アトランティック県、北東をメーヌ＝エ＝ロワール県、東をドゥー＝セーヴル県、南をシャラント＝マリティーム県と接する。西は大西洋に面している。
大西洋の影響で、沿岸部のレ・サーブル＝ドロンヌやノワールムティエ島は1年を通じて気候が穏やかである。降水量は沿岸部、特に島嶼部ほど多くなる。ブルターニュやノルマンディーほど雨は降らない。同じ理由から県では嵐は希である。夏は相対的に涼しく乾燥しているが、最高30℃に達することがある。平野や湿地帯の多い県南部ではさらに平均気温が高くなる。

## 人口統計
| 1968年  | 1975年  | 1982年  | 1990年  | 1999年  | 2006年  | 2010年  | 2012年  |
| ------- | ------- | ------- | ------- | ------- | ------- | ------- | ------- |
| 421 250 | 450 641 | 483 027 | 509 356 | 539 664 | 597 185 | 634 778 | 648 901 |

## ギャラリー

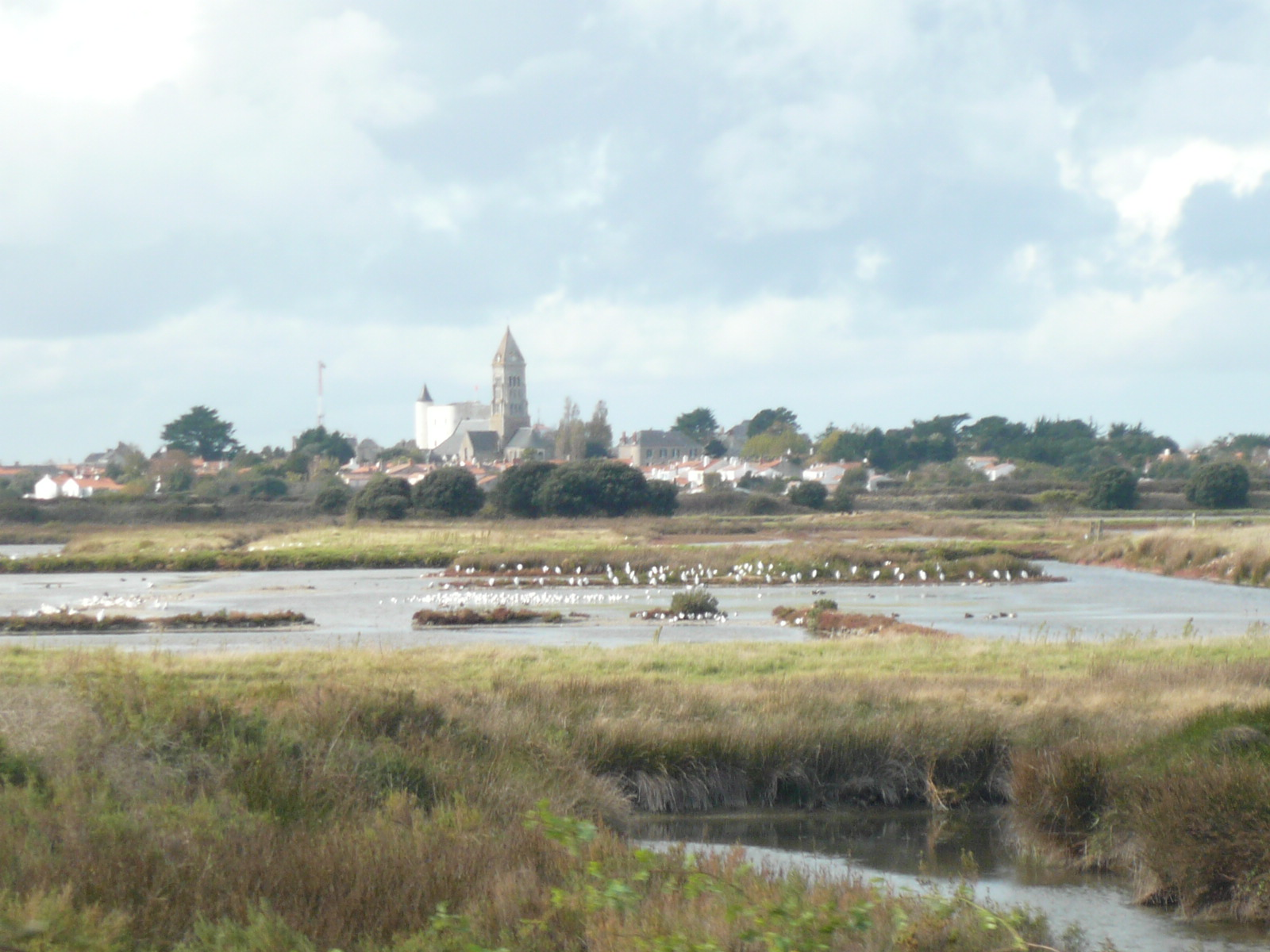
ノワールムティエ島とその湿地帯
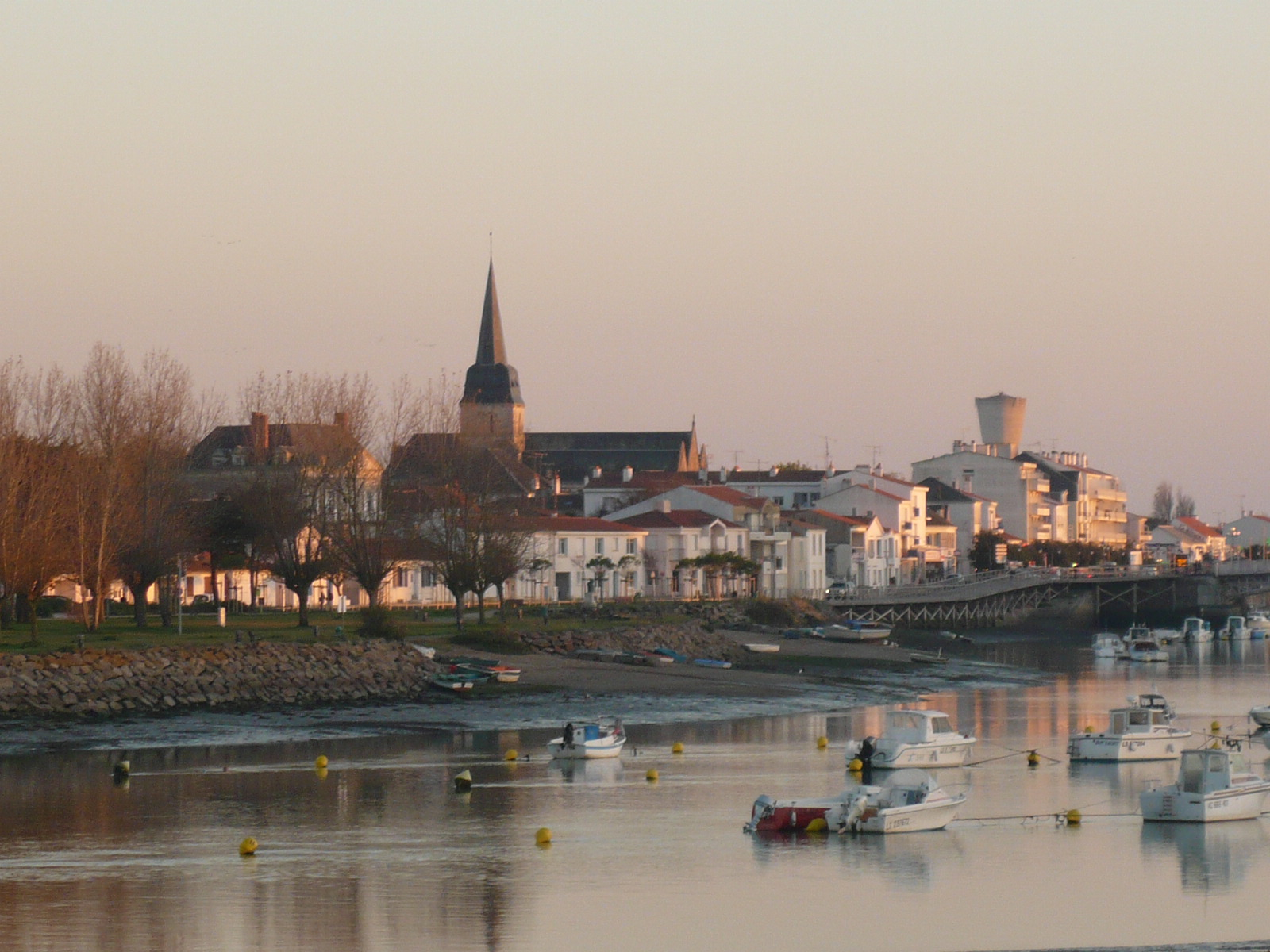
サン＝ジル＝クロワ＝ド＝ヴィ
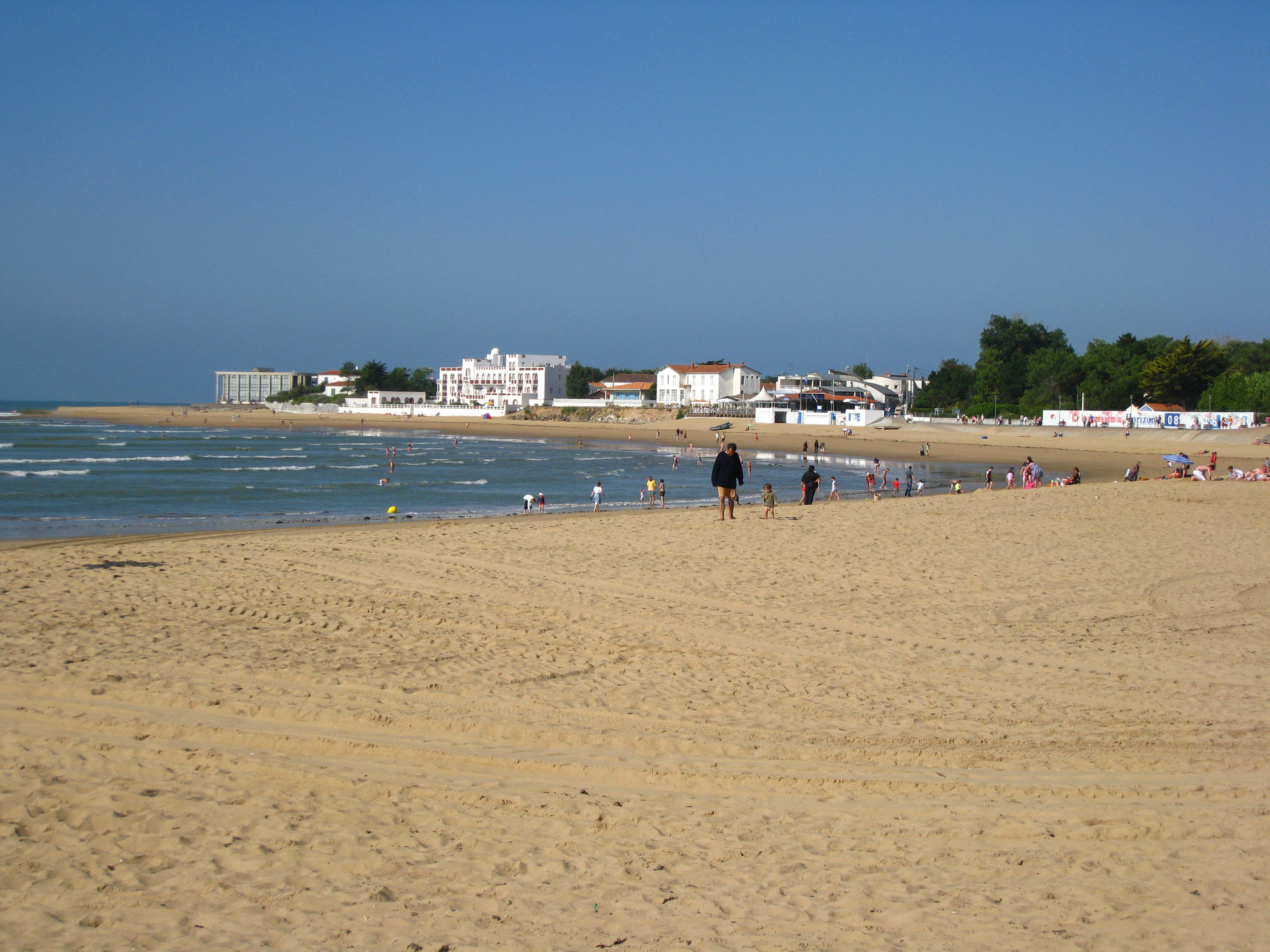
ラ・トランシュ＝シュル＝メール
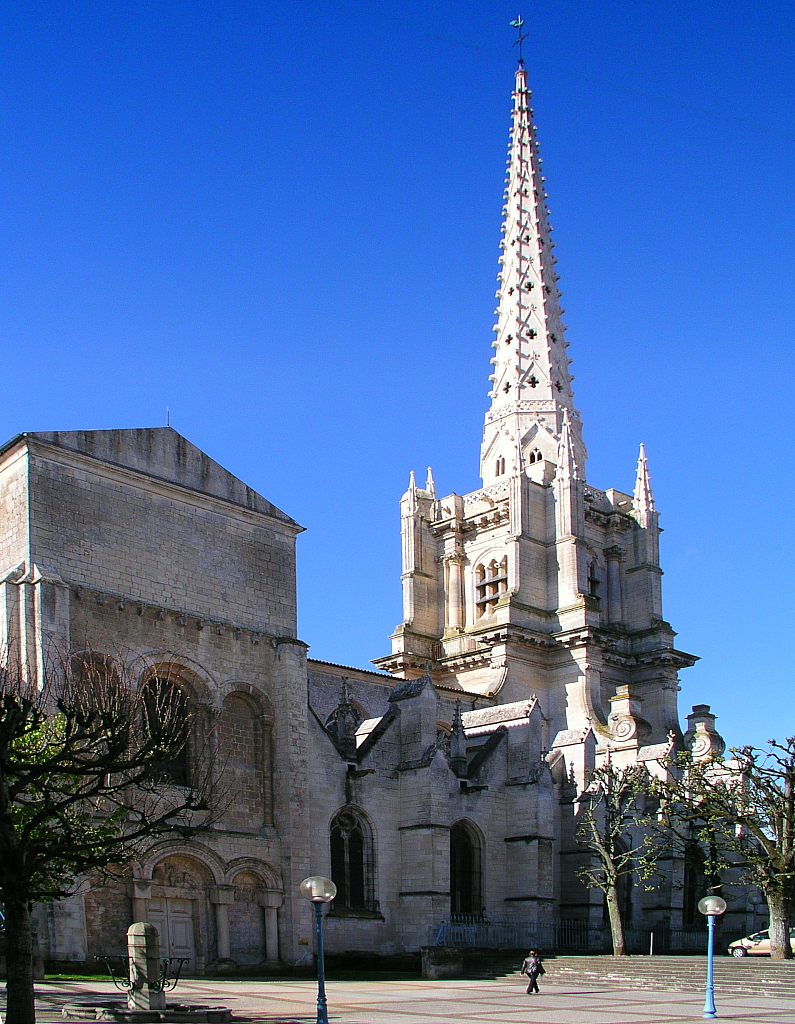
リュソンのノートルダム・ド・ラソンプション教会
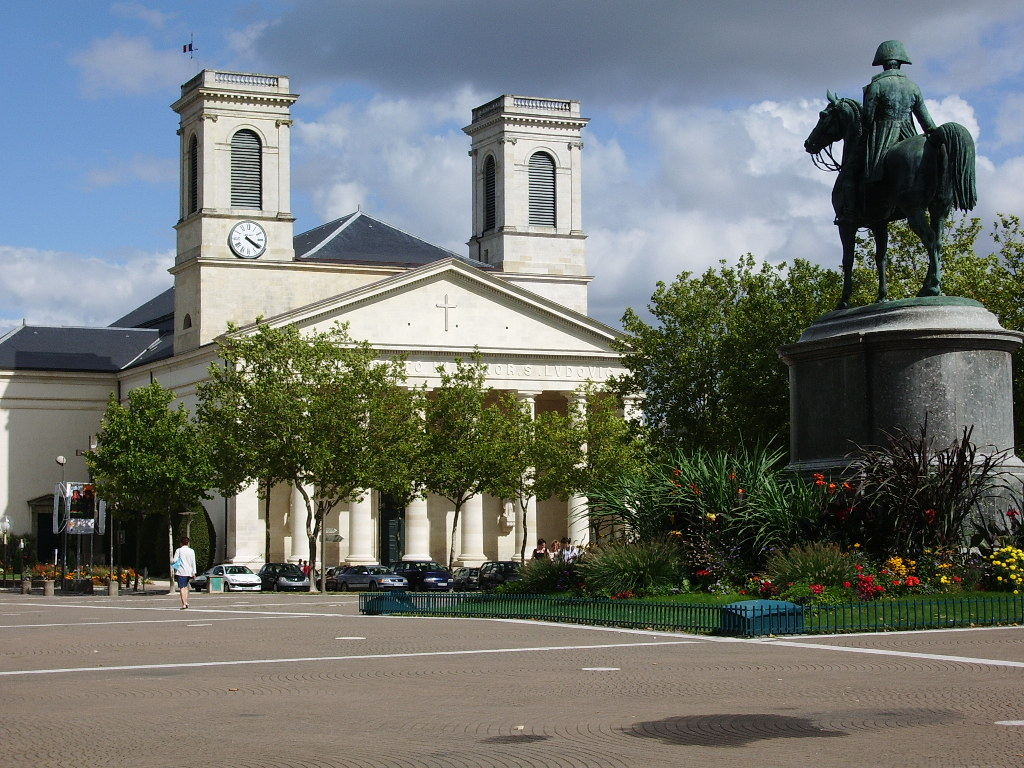
ラ・ロッシュ＝シュル＝ヨン